# Angerona dimidiata
Angerona dimidiata là một loài bướm đêm trong họ Geometridae.